# San Silvestre de Guzmán

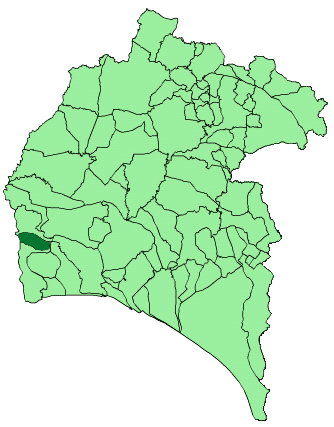
Localização de San Silvestre de Guzmán

San Silvestre de Guzmán é um município raiano da Espanha na província de Huelva, comunidade autónoma da Andaluzia, de área 97 km² com população de 704 habitantes (2011) e densidade populacional de 7,25 hab/km².

## Demografia
| Variação demográfica do município entre 1991 e 2004 | Variação demográfica do município entre 1991 e 2004 | Variação demográfica do município entre 1991 e 2004 | Variação demográfica do município entre 1991 e 2004 |
| --------------------------------------------------- | --------------------------------------------------- | --------------------------------------------------- | --------------------------------------------------- |
| 1991                                                | 1996                                                | 2001                                                | 2004                                                |
| 699                                                 | 660                                                 | 638                                                 | 627                                                 |